# Квинт Фабий Максим (консул 213 пр.н.е.)
Вижте пояснителната страница за други личности с името Квинт Фабий Максим.
Квинт Фабий Максим (на латински: Quintus Fabius Maximus; † между 207 и 203 пр.н.е.) е политик на Римската република.

## Биография
Произлиза от фамилията Фабии. Син е на знаменития римски пълководец и държавник Квинт Фабий Максим Верукоз.
През 217 пр.н.е. е военен по време на диктатурата на баща си. По време на битката при Кана (216 пр.н.е.) той е военен трибун. През 215 пр.н.е. става едил, следващата година е претор и действа военно в Апулия. През 213 пр.н.е. е консул заедно с Тиберий Семпроний Гракх, получава провинция Апулия и сменя баща си там като главнокомандващ на тамошните римски войски.
Умира преди баща си, който държи на гроба му реч, която е издадена, но се е загубила.